# Manuel de Belaúnde y Obaldía
Manuel de Belaúnde y Obaldía (Madaria, Álava, España, 4 de septiembre de 1729 - Tacna, Perú, ?) fue un Corregidor General en Arica (en ese entonces de Perú) de origen vasco. Sus padres fueron Martín de Belaúnde y María de Obaldía.
Se casó en Tacna con María de las Mercedes López de la Huerta y Osorio, el 18 de diciembre de 1780. Fue el primer miembro de la familia política Belaúnde en haber llegado al Perú, llegando a ser tatarabuelo del pensador, político e intelectual arequipeño Víctor Andrés Belaúnde y tataratatarabuelo del expresidente de Perú Fernando Belaúnde Terry. 